# Tre vite e una sola morte
Tre vite e una sola morte (Trois vies et une seule mort) è un film del 1996 diretto da Raúl Ruiz.
È stato presentato in concorso al Festival di Cannes 1996.

## Trama
Un uomo vive a Parigi diverse vite parallele: Matteo Strano torna da Maria, la moglie, senza averla mai incontrata in vent'anni pur se vicini di casa; un mendicante, ex-docente alla Sorbona, si fa amico di Tania, una manager che si prostituisce; un benefattore che regala una splendida magione a una coppia di ambulanti; Luc, mercante d'armi che si sposa continuamente.

## Curiosità
È l'ultimo film interpretato da Mastroianni: l'attore è morto sette mesi dopo la fine delle riprese.